# Chicago
Chicago (izg. (IPA): [ʃɨˈkɑːɡoʊ], poenost. [šikágo] ali [čikágo]) ali poslovenjeno Čikago je tretje najbolj naseljeno mesto v ZDA (za New Yorkom in Los Angelesom) in največje mesto v ameriški zvezni državi Illinois. Mesto leži ob jugozahodni obali Michiganskega jezera in je središče obsežnega velemestnega območja z več kot 9,5 milijona prebivalcev, ki se razteza v dve sosednji zvezni državi. 
Chicago je bil ustanovljen leta 1833 blizu prometne povezave med Velikimi jezeri in porečjem Misisipija. Kmalu se je razvil v eno najpomembnejših prometnih in telekomunikacijskih središč Severne Amerike. Leta 1871 je požar uničil tretjino mesta, vendar so ga hitro obnovili. Chicago je bil v tem času prizorišče gradnje prvih stolpnic na svetu. Hitro se je razvijala tudi industrija in proti koncu 19. stoletja se je v mestu zvrstilo več pomembnih dogodkov, povezanih z delavskimi gibanji, med njimi Haymarketski izgred.
V 20. stoletju se je nadaljeval nagel vzpon mesta, ki je utrdilo svoj status industrijskega in prometnega središča - mednarodno letališče O'Hare je drugo najprometnejše na svetu po številu potnikov. Poleg tega se v zadnjih desetletjih šteje med najpomembnejša poslovna in finančna središča sveta. Nekdanji predsednik ZDA Barack Obama prihaja iz Chicaga.

## Sorodna mesta
Chicago je pobraten z 28 mesti:
| - Akra, Gana (1989) - Aman, Jordanija (2004) - Atene, Grčija (1997) - Beograd, Srbija (2005) - Birmingham, Združeno kraljestvo (1993) - Bogotá, Kolumbija (2009) - Pusan, Južna Koreja (2007) - Casablanca, Maroko (1982) - Ciudad de México, Mehika (1991) - Delhi, Indija (2001) - Durban, Južna Afrika (1997) - Galway, Irska (1997) - Göteborg, Švedska (1987) - Hamburg, Nemčija (1994) |  | - Kijev, Ukrajina (1991) - Lahore, Pakistan (2007) - Luzern, Švica (1998) - Milano, Italija (1973) - Moskva, Rusija (1997) - Osaka, Japonska (1973) - Pariz, Francija (1996) - Petah Tikva, Izrael (1994) - Praga', Češka (1990) - Šanghaj, Kitajska (1985) - Šenjang, Kitajska (1985) - Toronto, Kanada (1991) - Vilna, Litva (1993) - 'Varšava, Poljska (1960) |